# Castaneda GR
| GR ist das Kürzel für den Kanton Graubünden in der Schweiz. Es wird verwendet, um Verwechslungen mit anderen Einträgen des Namens Castaneda zu vermeiden. |

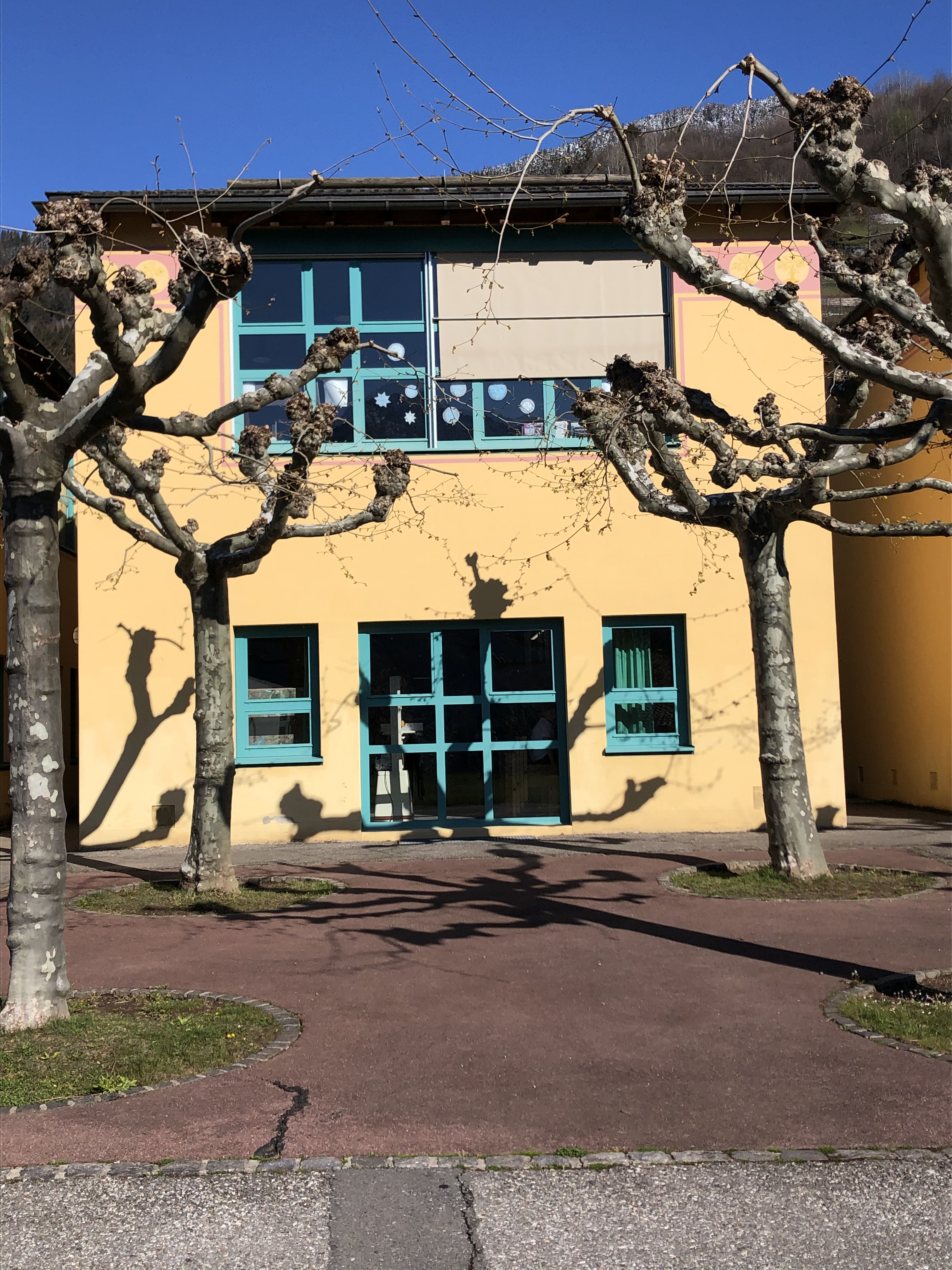
Grundschule Castaneda

Castaneda ist eine politische Gemeinde im Schweizer Kanton Graubünden. Sie gehört zur Region Moesa.

## Geographie
Castaneda liegt auf einer Terrasse im südlichen Calancatal 500 Meter über der Einmündung der Calancasca in die Moesa. Vom gesamten Gemeindegebiet von 394 ha sind 302 ha von Wald und Gehölz bedeckt. Weitere 61 ha sind unproduktive Fläche, meist Gebirge. Nur 15 ha sind landwirtschaftliche Nutzfläche und 16 ha Siedlungsfläche.
Castaneda grenzt an Buseno, Grono, Roveredo GR, Santa Maria in Calanca und Verdabbio.

## Geschichte
Der Name ist ein Flurname und leitet sich von lateinisch *castanetum ‚bei den Kastanienbäumen‘ ab. Das erklärt das Wappen.
Das Dorf ist die erste Gemeinde am Eingang des Calancatales. Ihr Gebiet war schon zur Zeit der ersten Eisenzeit besiedelt. Die Funde sind im Rätischen Museum in Chur, im Landesmuseum Zürich und im Britischen Museum in London.

## Bevölkerung
| Jahr      | 1808 | 1850 | 1860 | 1900 | 1950 | 1960 | 2000 | 2010 | 2020 |
| Einwohner | 129  | 188  | 232  | 178  | 182  | 151  | 221  | 233  | 278  |

Von den Ende 2004 230 Bewohnern waren 211 (= 91,74 %) Schweizer Bürger.

## Politik
Der Gemeindepräsident ist Attilio Savioni (Stand 2023).

## Sehenswürdigkeiten
- Pfarrkirche Santo Stefano erwähnt 1544, erbaut 1633[6]
- Das Schulhaus Castaneda (Scuola elementare della Valle Calanca) von Max Kasper[6], (1982, Auszeichnung für gute Bauten Graubünden[7])[8]
- Nekropole[9]
- Schalenstein (Zeichenstein) an der Grenze zu den Gemeinden Roveredo GR, Buseno und San Vittore GR (1010 m ü. M.)[10]

## Persönlichkeiten
- Giovanni Pietro Giovanelli (* um 1540 in Castaneda; † nach 1583 ebenda), Podestà von Bormio (1581–1583)[11]
- Giovanni Antonio Gioiero (* um 1570 in Castaneda; † 16. September 1624 in Castione), Gerichtsvorsteher im Calancatal und Podestà von Morbegno
- Giovanni Battista Giovanelli (* um 1620 in Castaneda; † nach 1681 ebenda), öffentlicher Notar, Podestà in Piuro (1667–1669) (1679–1681)[12]
- Emilio Cerroti (* 31. Oktober 1859 in Castaneda; † 23. März 1909 in Genf), Kunstmaler, Mischtechnik und Ölmalerei[13]

Castaneda und Santa Maria in Calanca, historisches Luftbild von Werner Friedli (1954)